# Pseudepiphractis
Pseudepiphractis is een geslacht van vlinders van de familie sikkelmotten (Oecophoridae).

## Soorten
- P. ankaratrella Viette, 1956
- P. bicolorella Viette, 1956
- P. cosmiella Viette, 1956
- P. facetella Viette, 1956
- P. limonella Viette, 1956
- P. zelosarella Viette, 1958